# Cluster-program
A Cluster-programban az Európai Űrügynökség négy teljesen egyforma, alakzatban repülő műholddal tanulmányozta a Föld magnetoszféráját. Az első négy Cluster műhold megsemmisült az Ariane–5 1996. június 4-i felrobbanásakor. A holdakat újraépítették és két Szojuz-Fregat rakétával indították el 2000-ben.
A küldetést 2009. december 31-ig meghosszabbították. Feladata a hosszabbítás alatt: a Föld sarki területeinek sarki fénnyel kapcsolatos megfigyelése és a magnetoszféra alsóbb régióinak vizsgálata.

## Küldetés

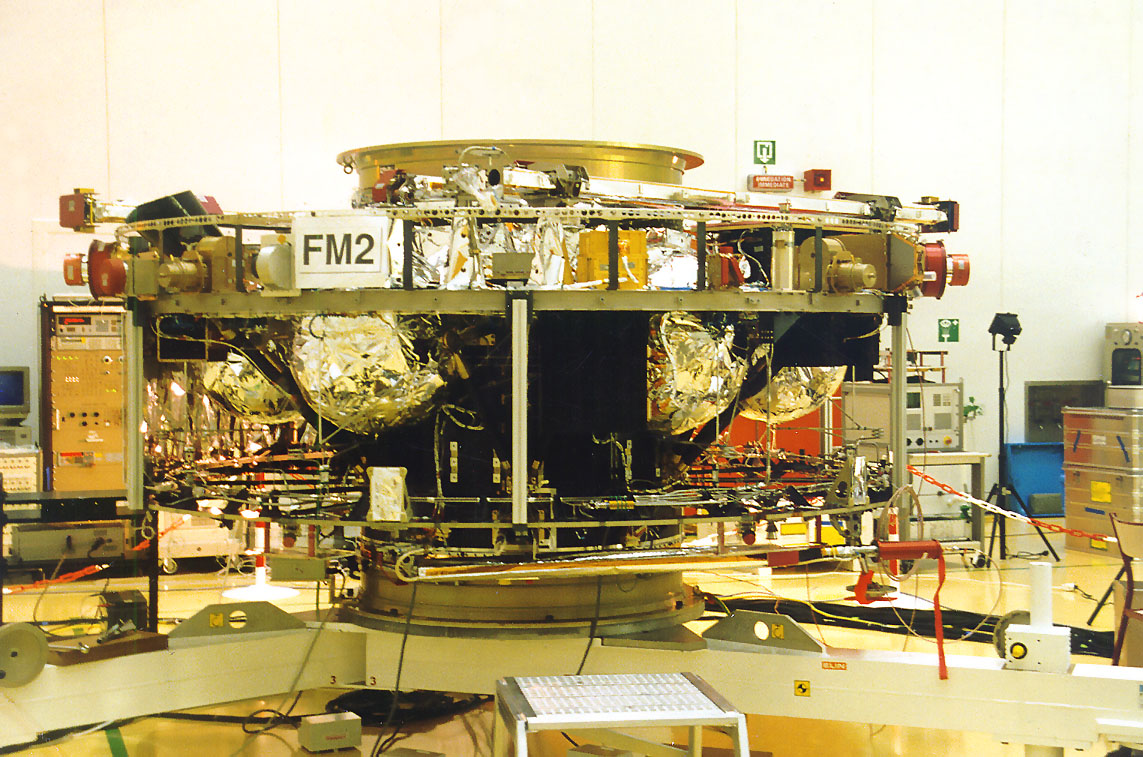
Cluster-FM2

A műholdhálózat elsődlegesen a magnetoszférát kutatja, amely megvédi a földfelszínt a napszéltől. A Cluster FM5 – FM8 (FM1 – FM4 1996-ban megsemmisült) háromdimenziós adatokat gyűjt a napszél és a mágneses tér ütközéséről, időbeli változásáról és hatásairól a közeli űrben és a légkörben. A küldetés egyik célja az űridőjárás előrejelzésének pontosítása.
A műholdak henger alakúak (290 × 130 cm) és forgás-stabilizáltak, 15 forgás/perccel. A napelemek 224 watt energiát termelnek a műszereknek és a kommunikációs berendezéseknek.
2000. július 16-án egy Szojuz-Fregat rakéta Bajkonurból elindította az első két Cluster holdat (Salsa és Samba névvel) parkolópályára, ahonnan saját erőből jutottak el 19 000 × 119 000 km-es pályára, 57 óra keringési idővel.
Két héttel később, 2000. augusztus 9-én egy másik Szojuz-Fregat elindította a másik két holdat (Rumba és Tango) hasonló pályára.
A négy műhold különböző geometriai alakzatban tanulmányozza a magnetoszférát. A manőverekre használt hajtóanyag a tömegük felét teszi ki.
A műholdakat egy ESA által kiírt verseny keretében nevezték el. Sok európai államból vettek részt, végül a neveket Ray Cotton adta Nagy-Britanniából.
2003 decemberében a négy hold piramis alakzatban repült, egymástól 200 km távolságra, amelyet 2005-re több ezer kilométerre növeltek. Az elnyúlt pálya lehetővé tette, hogy a műszerek különböző régiókban különböző mágneses effektusokat mérjenek: töltött részecskék, elektromos- és mágneses tér, a nagy energiájú naprészecskék, a földi atmoszféra és mágneses tér közötti kölcsönhatás.
2003 végén és 2004 közepén Kína elindította a Double Star holdakat, hogy a Cluster holdakkal együtt végezzenek méréseket.
A Salsa műholdat egy tervezett manőverrel 130 000 km magasságú pályára irányították. A tervek szerint 2024 szeptember 8-án Csendes-óceán déli térsége fölött belép a Föld légkörébe és ott elég.

### Földi ionok szökése
A Cluster II holdak mérései alapján kimutatták, hogy a földi atmoszférából a sarkok környezetében oxigén-, hidrogén- és héliumionok szöknek a világűrbe.
Néhány évtizede ismert tény, hogy elektromosan töltött atomok (ionok) a Föld felső atmoszférájában képesek felgyorsulni és kiszökni a világűrbe. Már az 1980-as és 90-es évek műholdas mérései kimutatták, hogy az ionok sebessége annál nagyobb, minél magasabban vannak, ami azt jelenti, hogy valamilyen erő gyorsítja őket, de a jelenség oka ismeretlen volt.
2001 és 2003 között a négy Cluster műhold poláris pályán haladva (5 és 12 földsugár közötti távolságban) rögzítette az oxigénionok áramlását, ugyanakkor a Föld mágneses mezejének erősségét és irányát is mérték.
A mérések alapján nyilvánvalóvá vált, hogy az ionokat a földi mágneses mező gyorsítja fel.
A kiáramló oxigén mennyisége elhanyagolható a Földön rendelkezésre álló mennyiséghez képest.